# Enigmapercis
Enigmapercis is een geslacht van straalvinnige vissen uit de familie van baarszalmen (Percophidae).

## Soorten
- Enigmapercis acutirostris Parin, 1990
- Enigmapercis reducta Whitley, 1936